# Česká Třebová
Česká Třebová (pronunție în cehă [ˈtʃɛskaː ˈtr̝̊ɛbovaː]; în germană Böhmisch Trübau) este un oraș şi o comună din regiunea Pardubice din Republica Cehă. Are aproximativ 15.000 de locuitori. Este al patrulea oraș cel mai populat și al doilea ca mărime din regiunea Pardubice.

## Părți administrative
Satele Kozlov, Lhotka, Parník, Skuhrov și Svinná sunt părți administrative ale comunei Česká Třebová.

## Istorie
Diferite fosile au fost descoperite în și în jurul orașului - dovadă a existenței unei mări în preistorie.
Așezarea Česká Třebová a fost fondată în secolul al XIII-lea de Oldřich din Drnholec. În acel timp, a fost construită biserica romanică Sfânta Ecaterina.  Prima mențiune scrisă a așezării Česká Třebová este din 1278. Așezarea a fost numită pentru prima dată ca oraș în 1292. În acea perioadă a aparținut de moșia Lanšperk. Regele Boemiei Venceslau al II-lea a dat orașul Mănăstirii Zbraslav în 1304. Mai târziu, în secolul al XIV-lea, orașul a aparținut episcopilor din Litomyšl. În secolele al XV-lea și al XVI-lea, orașul a prosperat (țesutul, ceramica și alte meșteșuguri), dar datorită pierderii ulterioare a drepturilor de oraș, a războiului de treizeci de ani, ciumei și incendiilor, a devenit sărac și nesemnificativ. În secolul al XIX-lea, a fost construită o gară, care a ajutat foarte mult dezvoltarea orașului.
În timpul unui incendiu din 1636, întregul oraș a fost aproape distrus. În ciuda tuturor obstacolelor din oraș, arta populară a înflorit. De exemplu, s-au păstrat picturi pe sticlă și sculpturi. În 1848, orașul și-a câștigat independența, iar František Rybička a fost primul primar. Revoluționarii Jan Hýbl și František Matouš Klácel au vizitat orașul.
Orașul a început să se dezvolte rapid după 1845, când Jan Perner a construit aici calea ferată Olomouc - Česká Třebová - Praga și în 1849 calea ferată Brno - Česká Třebová.  
În timpul celui de-al doilea război mondial, Česká Třebová a fost un oraș de graniță: s-a afla pe granița Protectoratului  Boemiei și Moraviei. În timpul războiului, gara locală și o parte a orașului au fost la un pas de a fi aruncate în aer: un tren german plin de muniție și explozivi de pe frontul de est s-a oprit în gară. Pe cealaltă linie era un tren de infirmerie germană. Comandantul trenului cu muniție a vrut să-și arunce în aer, astfel încât să nu cadă în mâinile rușilor. Cu toate acestea, comandantul trenului de infirmerie l-a împușcat pentru a salva soldații răniți din trenul său.
După război, în apropierea orașului a fost construită o baracă a Armatei Populare Cehoslovace, ČSLA . După august 1968 , complexul de cazărmi a fost ocupat de armata sovietică, care a părăsit țara în mai 1990. De atunci, clădirile fostei cazărmi au fost folosite de diverse companii și instituții. Blocurile adiacente (locuite anterior de soldați sovietici) au format cartierul cu case de locuințe Borek din České Třebíč.
Cu ocazia aniversării a 700 de ani de la prima mențiune a sa, președintele Gustáv Husák a acordat orașului Česká Třebová Premiul de stat pentru merit în construcții (în 1978). 
După 1989, Česká Třebová a început să se dezvolte cu sârguință din punct de vedere cultural, economic, social și tehnic și a stabilit o serie de contacte internaționale.
Stema orașului este un cocoș negru cu cap de om pe un câmp roșu. Potrivit unei legende, un scrib din oraș a pierdut sigiliul orașului și prin urmare a fost condamnat la moarte. Înainte de execuție, soția sa a văzut un cocoș scoțând sigiliul din gunoi, salvând astfel viața soțului.

## Atracții turistice

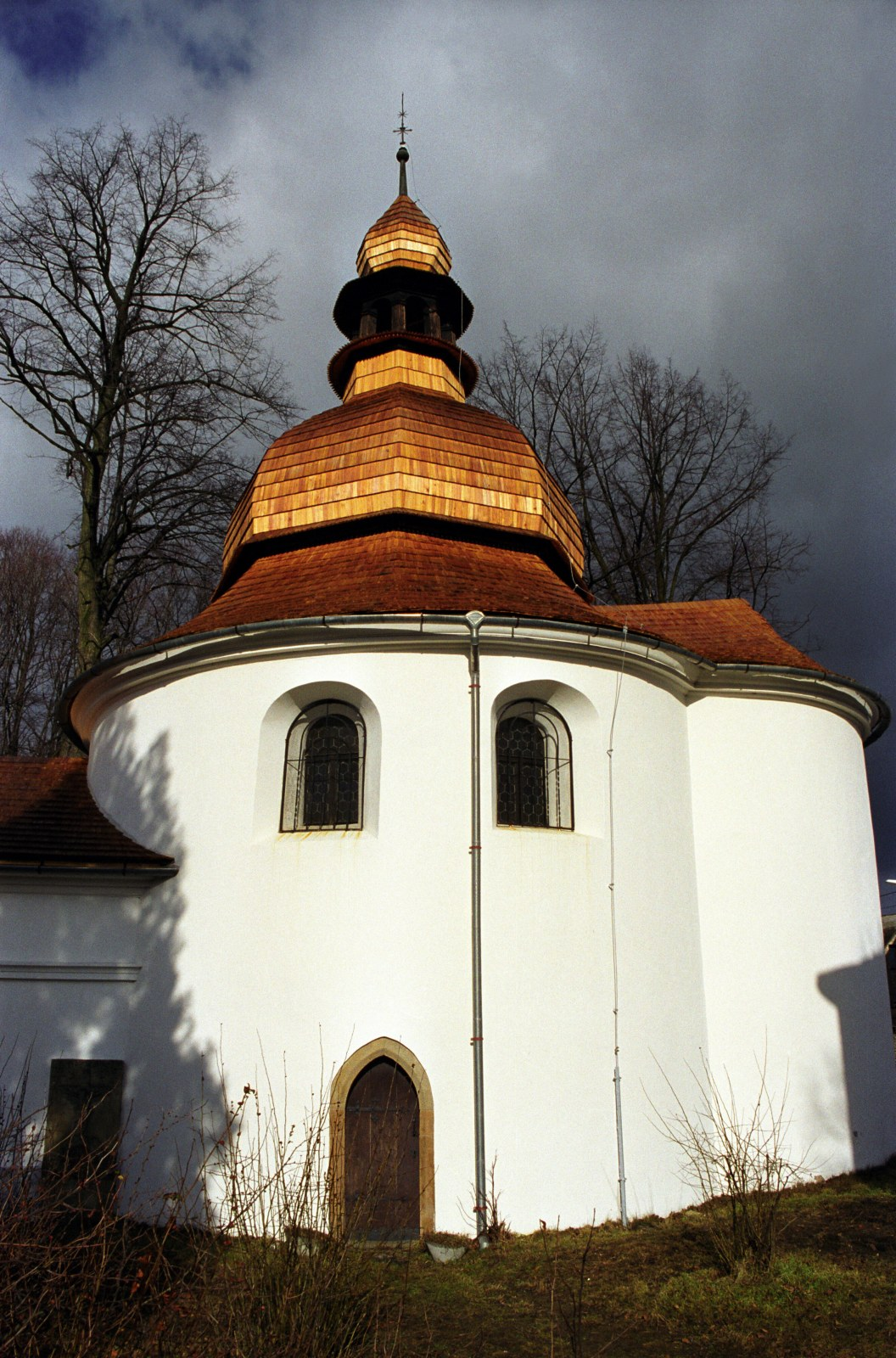
Rotunda Sf. Ecaterina

Capela romanică târzie, Rotunda Sf. Ecaterina, este cel mai important monument arhitectural din Česká Třebová și singura rotundă romanică care a supraviețuit în Boemia de Est. Datează din prima jumătate a secolului al XIII-lea.  Rotunda este numită pur și simplu „Kostelíček” de către locuitorii din Česká Třebová.
De-a lungul a peste 750 de ani de existență, rotunda a fost reparată și reconstruită de multe ori. În secolul al XVI-lea, a fost completată cu o clopotniță, care servește și ca poartă de acces către zona din jurul rotondei. Este înconjurată de un zid de piatră și a servit ca cimitir până în 1905. Pe strada „U kostelíčka”, din jurul capelei, în fiecare an în noiembrie, de sărbătoarea Sfânta Ecaterina, are loc „Târgul mărului”.
În oraș se mai găsesc Școala elementară de artă Česká Třebová, Biblioteca orașului, Muzeul Municipal Česká Třebová, Școală de dans Česká Třebová, Gimnaziu Česká Třebová, teatrul TRIARIUS și altele.

## Sport
În oraș se află un club de hochei pe gheață din liga a IV-a, HC Kohouti Česká Třebová, care joacă în arena "Na Skále" care are o capacitate de 976 (1200) de locuri. Clubul a fost fondat în 1936 sub numele SK Parník. Din sezonul 2011/12, a activat în Liga Regiunii Pardubice, cea de-a patra cea mai mare competiție cehă de hochei pe gheață. Culorile clubului sunt albastru, alb și roșu.
FK Česká Třebová este  o echipă de fotbal  care, din 1985,  joacă pe stadionul Na Jelenici care o capacitate de 7000 de locuri. Culorile clubului sunt albastru și alb (până în 1952 culoarea clubului a fost roșu). Cel mai mare succes al clubului a fost participarea la Liga a II-a Cehoslovacă,  grupa B în sezonul 1961/62. În 2019/20 a jucat în Campionatul Regiunii Pardubice și a terminat pe locul 13. Clubul a fost fondat în 1908.
SKB Česká Třebová este un club de baschet care joacă în arena Na Skále.

## Transport
Gara Česká Třebová este un nod principal de cale ferată care leagă Praga de două coridoare paneuropene. Orașul a cunoscut o dezvoltare rapidă după deschiderea gării în 1845.

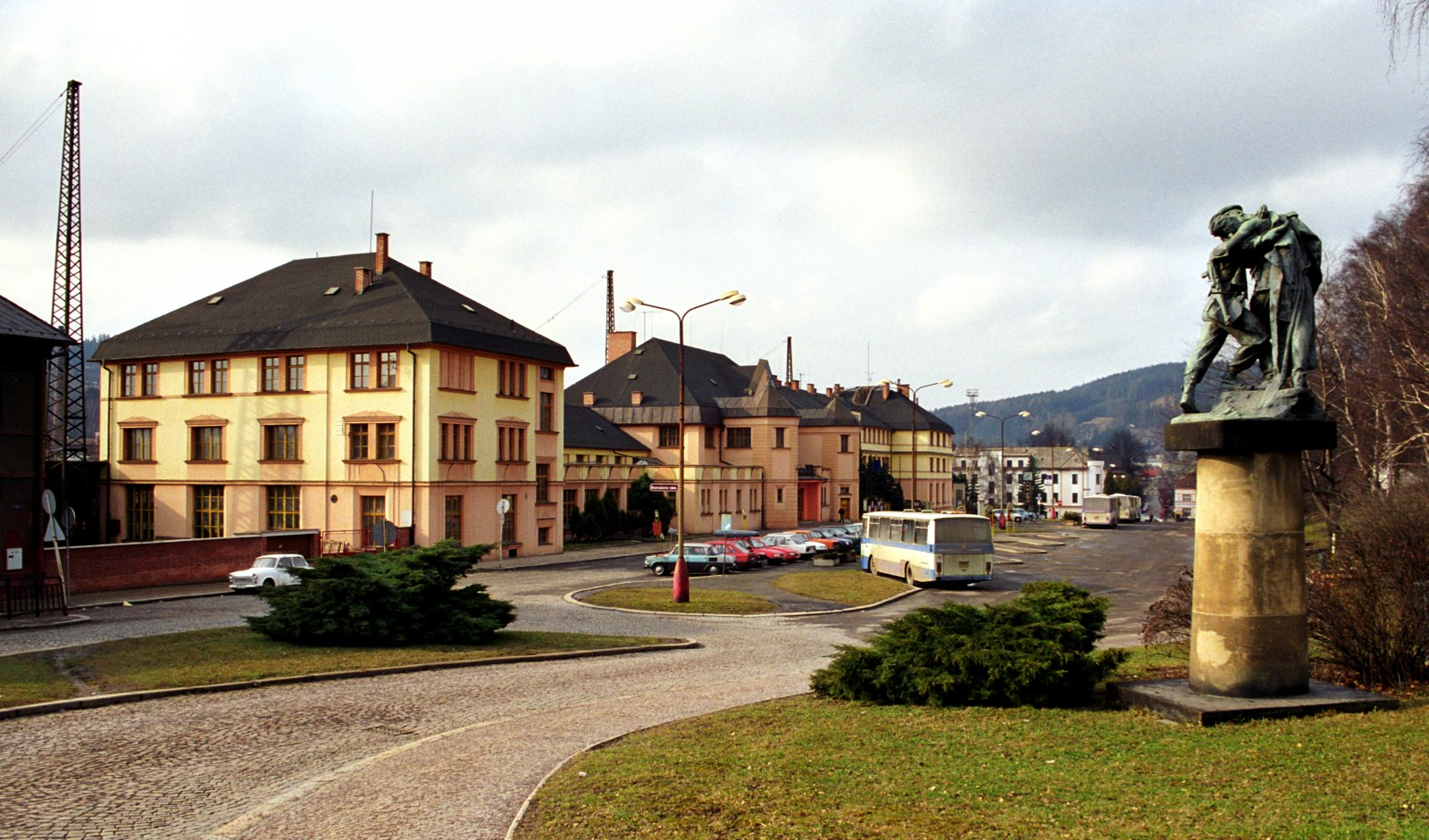
Gara „Sbratření” (Frăția)

## Orașe gemene
Česká Třebová este înfrățit cu: 
- Agrate Brianza, Italia
- Horní Lhota, Cehia
- Oława, Polonia
- Svit, Slovacia